# Glaitenbach
Der Glaitenbach ist ein etwa 6 km langer Bach des Murrhardter Waldes und der Backnanger Bucht im baden-württembergischen Rems-Murr-Kreis, der nach westsüdwestlichem Lauf beim Dorf Oberweissach der Gemeinde Weissach im Tal mit dem von links kommenden Brucher Bach zur Weißach zusammenfließt.

## Name
Auf einer älteren topographischen Karte ist der Bach bis hinunter zum heutigen Auensee im Brühl unterhalb von Hohnweiler als Glaitenbach beschriftet, auf einer aktuellen sogar bis zum Rückhaltebecken. Die amtliche Gewässerkarte lässt den Glaitenbach dagegen erst am Zusammenfluss mit dem Brucher Bach enden, eine Darstellung, der auch im Folgenden im Artikel gefolgt wird.
Dagegen findet sich in manchen Biotopbeschreibungen schon etwas vor Lippoldsweiler die Bezeichnung Weißach für den Bachlauf, teils sogar ausdrücklich erwähnt. Dies könnte auf eine alte Version der amtlichen Gewässerkarte zurückgehen, die nur Namen für Gesamtwasserstränge ab Quelle vergab und keine Namenswechsel beispielsweise an Zusammenflüssen andersnamiger Oberläufe auswies und teils sogar Anfänge von Strängen wegfallen ließ.
Unabhängig davon könnte der Glaitenbach früher schon am einstigen Zusammenfluss mit dem Däfernbach geendet haben und der Gewässerabschnitt schon abwärts davon damals Weißach genannt worden sein. Siehe dazu den Abschnitt → Alter Unterlauf.

## Geographie

### Verlauf
Der Glaitenbach entsteht im Murrhardter Wald am Südwesthang von dessen höchstem Berg Hohenstein, des bis auf 572,7 m ü. NHN aufragt, im Gemeindegebiet von Althütte. Der Bach fließt aus vier kurzen Klingen im Wald büschelartig zusammen, deren Quellen alle dicht an der L 1119 Sechselberg–Waldenweiler entspringen. Als namentlicher Oberlauf gilt der Zweig, der auf etwa 530 m ü. NHN am Bühlbrunnen seinen Lauf beginnt.
Dieser fließt zunächst etwa westwärts und sammelt auf seinem ersten Kilometer die drei anderen Quelläste auf. Alle vier sind bis zu einem Meter breite, leicht gewundene Bäche mit nur mäßiger und zuweilen wohl auch aussetzender Wasserführung, auf deren Sohle Sand und Steine liegen, zuweilen besteht diese auch aus Felsplatten, an deren Ende die Bäche kleine Stufen hinabfallen. Sie haben Zufluss von Fließ- und Sickerquellen nahe am Ufer, über denen an den Klingenhängen Mischwald steht. Seltener steht auch blanker Fels über den Ufern.
Nachdem der Glaitenbach den längsten und letzten der anderen Oberläufe aus der am Ortsrand von Sechselberg beginnenden Weißenrainklinge aufgenommen hat, fließt er etwa 800 Meter lang westsüdwestwärts, schlängelt nun sich etwas stärker durch sein auf dem Talgrund und an den Unterhängen bewaldetes Tal und passiert dabei den auf der linken Randhöhe stehenden Weiler Schlichenweiler. Danach fließt gegenüber einer Wochenendhaussiedlung am offenen rechten Mittelhang der 1,3 km lange Schlichenbach von Osten her zu.
Dort schwenkt der Bach auf westnordwestlichen Mäanderlauf, auf dem er einen drei Meter hohen, übersinterten Wasserfall hinabstürzt, und der bis kurz vor dem Zufluss des Glaitenbächles von Nordosten her reicht. Dieser Bach aus einer Hangkerbe mündet in nunmehr offenem Talgrund, doch begleitet den jetzt geradliniger fließenden Bach mit bis zu zwölf Metern Bettbreite weiterhin eine Baumgalerie. Im Gemeindegebiet nunmehr von Auenwald fließt gerade mal fünfzig Meter weiter vom Nordhang herab am Sauerhof vorbei der Sauerbach zu.
Tal und Bach wenden sich nun südwärts und bald zweigt vom Gewässer der dann in der Talmitte laufende Altbach ab, während der Glaitenbach selbst nun am rechten Unterhang läuft. Links über dem Tal liegt die Spitze des Hochebenensporns Ebersberg, auf dem auf 461,6 m ü. NHN das Schloss Ebersberg rund 150 Höhenmeter über dem Talgrund thront. Den Schlosshang herab erstreckt sich das kleine Dorf Ebersberg teils bis ans linke Altbachufer, auf dem übrigen Talgrund liegt das größere Dorf Lippoldsweiler, in dem sich Altbach und Glaitenbach wieder vereinen.
Der Glaitenbach fließt nun unverkennbar begradigt südwärts auf Hohnweiler zu, durch das hindurch er sich auf südwestlichen Lauf wendet. Unterhalb des Weilers weitet sich die Talaue stark aus, in der nun der Glaitenbach rechtsseits und der Däfernbach in 250 bis 150 Metern Abstand linksseits fast gerade laufen. Eng zwischen den Bächen liegt gleich zu Anfang des Parallellaufes ein über einen Hektar großer Teich im Gewann Brühl, nach welchem der Baumbewuchs am Glaitenbach spärlicher wird.
Gegen Ende des feuchten Auengewanns Brühl wechseln beide Bäche ins Gemeindegebiet von Weissach im Tal über. Kurz danach fließt unter der Schule von Oberweissach am linken Hang der Glaitenbach den fast sechs Meter hohen Damm des nur bei Hochwasser eingestauten Hochwasserrückhaltebeckens Däfern-/Glaitenbach hindurch, das in dem Falle auch Zufluss vom Däfernbach erfährt und bis zu 78.000 m³ Wasser zurückhalten kann.
Etwa 300 Meter weiter abwärts mündet am linken Rand der Talaue der Däfernbach in den Brucher Bach, wenig weiter abwärts in der mittleren Talaue fließen Brucher Bach von links und Glaitenbach von rechts auf 273,1 m ü. NHN zur Weißach zusammen, die gleich anschließend den Ortskern von Oberweissach durchläuft.
Der Glaitenbach vereint sich nach 6,2 km langem Lauf mit mittlerem Sohlgefälle von etwa 42 ‰ rund 257 Meter unterhalb des Bühlbrunnens mit dem linken Weißach-Oberlauf.

### Alter Unterlauf
Eine ältere topographische Karte aus dem frühen 20. Jahrhundert zeigt einen Zusammenfluss von Glaitenbach und Däfernbach im Bereich des heutigen Auensees im Brühl unterhalb von Hohnweiler. Der danach weniger geradlinig als heute und etwa in der Talmitte verlaufende vereinte Bachabschnitt weiter bis zum Zufluss des Brucher Bachs ist nicht mit einem Namen beschriftet. Rechtsseits des ersten Zusammenflusses zeigt diese Karte Quellen, deren unregelmäßig gewundener Abfluss meist ungefähr der Trasse des heutigen Glaitenbachlaufs näher am rechten Talrand folgt und sich separat auch noch durch Oberweissach zieht.

### Einzugsgebiet
Das Einzugsgebiet des Glaitenbachs ist 6,2 km² groß und wird naturräumlich in zwei Teile gegliedert. Die höhere Ostnordosthälfte liegt im Murrhardter Wald, einem Teil des Unterraums Murrhardter Wald und Murrtal der Schwäbisch-Fränkische Waldberge, wo am Nordostrand bei Sechselberg die Wasserscheide über die Kuppe des 572,7 m ü. NHN hohen Hohensteins läuft, des höchsten Berges des Murrhardter Waldes. Der tiefere westsüdwestliche Teil gehört dagegen zur Äußeren Backnanger Bucht, dem Randbereich des Unterraums Backnanger Bucht des Neckarbeckens.
Im Murrhardter Wald hat das Einzugsgebiet einen großen Anteil an Wald, der an den Berg- und Talhängen steht, während es in der Backnanger Bucht fast nur offene Landschaft gibt, gemischt aus Äckern, Wiesen und auch Obstwiesen.
Etwa das obere Drittel des Einzugsgebietes liegt im Gebiet der Gemeinde Althütte, darin liegen ein großer Teil des Dorfes Sechselberg und der Weiler Schlichenhöfle. Danach durchfließt der Bach die Gemeinde Auenwald mit dem größten Anteil, in deren Gebiet nacheinander der Sauerhof über dem Lauf steht, das Dorf Ebersberg am linken Talhang, das Dorf Lippoldsweiler und dann der Weiler Hohnweiler in der Talmitte. Ein letzter Anteil von weniger als einem Zehntel der Fläche gehört zur Gemeinde Weissach im Tal, dort stehen einige neuere Siedlungsteile des Dorfes Oberweissach.
Reihum grenzen die Einzugsgebiete der folgenden Nachbargewässer an:
- Im Nordwesten liegt das Einzugsgebiet des Brüdenbachs, der weiter abwärts in die Weißach einfließt;
- im Norden liegt um Sechselberg das Quellgebiet des Hörschbachs, eines Murr-Zuflusses weit oberhalb der Weißach;
- jenseits der sehr kurzen nordöstlichen Wasserscheide auf der Hohensteinkuppe liegt das Quellgebiet der Murr selbst;
- hinterm kurzen östlichen Wasserscheidenabschnitt entspringt der Steinbach, der über Strümpfelbach, Wieslauf und zuletzt Rems den Neckar oberhalb der Murr speist;
- im Süden konkurriert bis fast zuletzt der Däfernbach, der große rechte Unterlaufzufluss des Brucher Bachs, mit dem der Glaitenbach sich zur Weißach vereint.

### Zuflüsse und Seen
Liste einer Auswahl der Zuflüsse,  Seen und  Hochwasserrückhaltebecken von der Quelle zur Mündung. Gewässerlänge, Seefläche, Einzugsgebiet und Höhe nach den entsprechenden Layern auf der Onlinekarte der LUBW. Andere Quellen für die Angaben sind vermerkt.
Ursprung des Glaitenbachs auf etwa 530 m ü. NHN am Bühlbrunnen ca. 0,2 km südöstlich des Ortsrandes von Althütte-Sechselberg im Wald am Südwesthang des Hohenbergs an der L 1119 nach Althütte-Waldenweiler.
- (Bach aus der Weißenrainklinge), von rechts und Nordosten auf etwa 438 m ü. NHN etwa 0,4 km südsüdwestlicher der Kirche von Althütte-Sechselberg, 0,7 km und unter 0,2 km². Entsteht auf etwa 518 m ü. NHN nahe der Oststraße von Sechselberg.
- Schlichenbach, von links und Ostsüdosten auf etwa 419 m ü. NHN etwa 0,5 km westlich von Althütte-Schlichenweiler unter den Wochenendhäusern am Hang des Glaitenbergs, 1,3 km und ca. 0,5 km². Entsteht auf etwa 498 m ü. NHN etwa 0,6 km ostsüdöstlich von Schlichenweiler.
- Glaitenbächle, von rechts und Nordosten auf 333,7 m ü. NHN[LUBW 2] 0,2 km südlich von Auenwald-Sauerhof, 1,0 km und ca. 0,5 km². Entsteht auf etwa 475 m ü. NHN hundert Meter westlich des Ortsrandes von Sechselberg.
- Sauerbach, von rechts und Nordnordosten auf etwa 333 m ü. NHN etwa 50 Meter nach dem vorigen, 0,7 km und ca. 0,3 km². Entspringt auf etwa 455 m ü. NHN nordnordöstlich des Sauerhofes.
- → (Abgang des Altbachs), nach links auf etwa 326 m ü. NHN. Der Altbach läuft ab dort in der Talmitte, der Glaitenbach am rechten Unterhang.
- ← (Rücklauf des Altbachs), von links auf etwa 308 m ü. NHN in Auenwald-Lippoldsweiler, 0,6 km und unter 0,2 km².
- Riedbach, von links und Osten auf etwa 297 m ü. NHN in Auenwald-Hohnweiler, 0,3 km und ca. 0,5 km². Entsteht auf etwa 299 m ü. NHN in Hohnweiler.
- Passiert links am Lauf auf etwa 280 m ü. NHN[LUBW 9] einen Teich unterhalb von Hohnweiler im Brühl, an dessen anderer Seite in gemeinsamer Aue der Däfernbach vorbeifließt, 1,1 ha.
- Durchfließt auf etwa 275 m ü. NHN das 2017 erbaute und gewöhnlich trockenliegende Hochwasserrückhaltebecken Däfern-/Glaitenbach des Zweckverbands Hochwasserschutz Weissacher Tal. Hinter dem 5,9 m hohen Erddamm können im Hochwasserfalle bis zu 78.000 m³ zurückgehalten werden, die dann gesteuert wieder abfließen.[LUBW 10]

Zusammenfluss des Glaitenbachs mit dem linken Brucher Bach zur Weißach auf 273,1 m ü. NHN am Ortsanfang von Weissach im Tal-Oberweissach. Der Glaitenbach ist 6,2 km lang und hat ein 5,6 km² großes Einzugsgebiet.

## Geologie
Die höchste im Einzugsgebiet auftretende Schicht liegt auf der kleinen Kuppe des Hohensteins und gehört zum unteren Unterjura. Um sie herum liegt am Oberhang des Berges ein schmaler Ring aus Knollenmergel (Trossingen-Formation). Auf der übrigen Hochfläche der Murrhardter Waldes steht überall Stubensandstein (Löwenstein-Formation) an, desgleichen auf der kleinen Gipfelkuppe des Westsporns Ebersberg (461,6 m), auf dem das Schloss Ebersberg über dem gleichnamigen Dorf steht.
Im Tal beginnt die Einteufung in die tieferen Schichten des Mittelkeupers wenig nach dem Zufluss aus der Weißenrainklinge. Von dort an durchschneidet der Bach in schneller Folge die Oberen Bunten Mergel (Mainhardt-Formation), den Kieselsandstein (Hassberge-Formation), die Unteren Bunten Mergel (Steigerwald-Formation) und ein schmales Band von Schilfsandstein (Stuttgart-Formation). Danach, kurz nach dem Zufluss des Schlichenbachs, liegt der Lauf auf seinem längsten Abschnitt bis zur Mündung in triassischer Schichthöhe des Gipskeuper (Grabfeld-Formation).
Schollen abgerutschten Gesteins liegen am Nordostost- und am Südsüdwesthang des hinteren Ebersberg-Sporns sowie am rechten Talhang im Bereich der Steige der K 1907 von Sechselberg nach Lippoldsweiler herunter. Das Schwemmlandband um den Bach – bzw. im Bereich der Bachteilung um den Teilungslauf Altbach – setzt schon vor dem Zufluss des Schlichenbachs ein und besteht ab etwas vor dem Zufluss des Glaitenbächles aus Auenlehm. Unterhalb von Hohnweiler verbreitert sich dieses Band sehr, ab dort laufen Glaitenbach rechts und Däfernbach links lange gemeinsam fast parallel darin in 250–150 Metern Entfernung.
Zwei Störungslinien ziehen zwischen Schlichenbach- und Glaitenbächle-Mündung ins Tal herab, eine sicher nachgewiesene von Nordosten her und eine abschnittsweise nur vermutete von Südosten her; beidesmal liegt die Hochscholle talabwärts. Eine weitere quert etwa senkrecht zur Talrichtung vermutlich das Untertal im Bereich des Teichs im Brühl zwischen Glaitenbach und Däfernbachs.

## Schutzgebiete
Nach dem Teich im Brühl unterhalb von Hohnweiler ist ein an das Röhrichtfeld angrenzendes, baumüberwachsenes Feuchtgebiet neben dem Däfernbach, aber noch im Einzugsgebiet, als Naturdenkmal ausgewiesen, weiter abwärts im flachen Untertal unmittelbar abwärts des Rückhaltebeckendamms eine weitere, größerenteils baumüberwachsene Fläche in den Pfötschwiesen zwischen den beiden Bächen.
Eine Fläche am rechten Hang unterhalb von Sechselberg ist als kleineres Wasserschutzgebiet für die Schnitzersquelle ausgewiesen; auf der anderen Seite des Glaitenbach erstreckt sich dort ein größeres Wasserschutzgebiet bis über den Schlichenbach hinweg, eine Wasserfassung dazu liegt im Schlichenbachtal nahe bei Schlichenweiler.
Das Landschaftsschutzgebiet Murrhardter Wald reicht vom Hohenstein bis an die Ortsgrenze von Lippoldsweiler herab, ausgespart sind nur die Siedlungsfläche von Sechselberg und der Schrebergartenhang rechts über der Schlichenbachmündung.
Das gesamte Gebiet gehört zum Naturpark Schwäbisch-Fränkischer Wald.

## Tourismus
Der Georg-Fahrbach-Weg auf seiner Etappe zwischen Murrhardt und Rudersberg läuft zwischen Hohenstein und Althütte-Waldenweiler nahe am Ostrand des obersten Einzugsgebietes südwärts.
Ein mit blauem Kreuz markierter Wanderweg ebenfalls des Schwäbischen Albvereins zweigt von diesem in Waldenweiler ab und läuft auf dem langen Bergsporn zwischen oberem Glaiten- und oberem Däfernbach bis zum Schloss Ebersberg, steigt von dort durch Ebersberg ins Tal des Glaitenbachs hinab, quert diesen in Lippoldsweiler und setzt sich dann entlang der niedrigen rechten Wasserscheide des Untertals fort in Richtung Unterweissach.

### LUBW
Amtliche Online-Gewässerkarte mit passendem Ausschnitt und den hier benutzten Layern: Lauf und Einzugsgebiet des Glaitenbachs

Allgemeiner Einstieg ohne Voreinstellungen und Layer: Daten- und Kartendienst der Landesanstalt für Umwelt Baden-Württemberg (LUBW) (Hinweise)
1. 1 2  Höhe nach dem Höhenlinienbild auf dem Hintergrundlayer Topographische Karte.
2. 1 2 3  Höhe nach grauer Beschriftung auf dem Hintergrundlayer Topographische Karte.
3. 1 2  Länge nach dem Layer Gewässernetz (AWGN).
4. 1 2  Einzugsgebiet nach dem Layer Basiseinzugsgebiet (AWGN).
5. ↑  Zur teilweise behaupteten Benennung als Weißach schon vor Lippoldsweiler siehe die einschlägigen Beschreibungen der Gewässerbiotope unterhalb des Glaitenbächle-Zuflusses nach dem Layer Geschützte Biotope
6. ↑  Natur teilweise nach dem Layer Geschützte Biotope.
7. ↑  Seefläche nach dem Layer Stehende Gewässer.
8. ↑  Einzugsgebiet abgemessen auf dem Hintergrundlayer Topographische Karte.
9. ↑  Höhe nach blauer Beschriftung auf dem Hintergrundlayer Topographische Karte.
10. ↑  Daten des Hochwasserrückhaltebeckens nach dem Layer Stauanlage.
11. ↑  Schutzgebiete nach den einschlägigen Layern.

### Andere Belege
1. ↑  Alter Unterlauf und alte Mündungsverhältnisse nach dem
  - Meßtischblatt 7023 Murrhardt von 1903 in der Deutschen Fotothek.
2. ↑  Hansjörg Dongus: Geographische Landesaufnahme: Die naturräumlichen Einheiten auf Blatt 171 Göppingen. Bundesanstalt für Landeskunde, Bad Godesberg 1961. → Online-Karte (PDF; 4,3 MB)
3. ↑  Geologie nach den Layern zu Geologische Karte 1:50.000 auf: Mapserver des Landesamtes für Geologie, Rohstoffe und Bergbau (LGRB) (Hinweise)